# Arséniure d'aluminium-gallium
L'arséniure d'aluminium-gallium (AlxGa1-xAs) est un semi-conducteur utilisé dans la fabrication de diodes électroluminescentes (DEL) émettant dans le rouge ou l'infrarouge. Le x dans la formule ci-dessus est un nombre compris entre 0 et 1 - ceci indique un alliage arbitraire entre l'arséniure de gallium (GaAs) et l'arséniure d'aluminium (AlAs).
La largeur de bande interdite varie entre 1,42 eV (GaAs) et 2,16 eV (AlAs). Pour x < 0,4, le gap est direct.
L'indice de réfraction est lié à la largeur de la bande interdite par les relations de Kramers-Kronig et varie entre 2,9 (x = 1) et 3,5 (x = 0). Ceci permet la construction de miroirs de Bragg utilisés dans les VCSEL, les RCLED, et les revêtements cristallins transférés sur substrat.
L'arséniure d'aluminium-gallium est utilisé comme matériau barrière dans les composants à hétérostructure en GaAs. La couche de AlGaAs confine les électrons dans une région d'arséniure de gallium. Un exemple de ce type de composant est le photodétecteur infrarouge à puits quantiques (QWIP).
Il est communément utilisé dans les diodes laser à double hétérostructure basées sur le GaAs et émettant dans le rouge et le proche infrarouge (700–1100 nm).